# Charles-Joseph Lecointe
Charles-Joseph Lecointe, ou Charles Lecointe, né  le 24 février 1823 à Paris et mort le 1er mars 1886 à Asnières-sur-Seine est un peintre français.

## Biographie
Charles-Joseph Lecointe est élève de François-Édouard Picot et de Théodore Caruelle d'Aligny. Peintre paysagiste, il est lauréat du premier grand prix de Rome en 1849 dans la catégorie paysage historique pour le tableau La Mort de Milon de Crotone.
Pierre Outin (1840-1899) a été son élève.

## Œuvres exposées au Salon
- 1843 : Paysage, effet du matin.
- 1844 : L'Enfant prodigue, paysage.
- 1845 : Le bon Samaritain, effet du matin ; Vue prise près de Fontainebleau ; Vue de la vallée de Chevreuse.
- 1846 : La Fuite en Égypte, paysage, effet du matin.
- 1847 : Le Berger et la mer, paysage ; Paysage aux environs de Guines (Pas-de-Calais).
- 1848 : Vue prise de Leusinghen (Pas-de-Calais).
- 1848 : Vue prise sur le lac de Côme ; Le Curé de campagne ; Petit pont dans la vallée du Pas-de-Calais.
- 1849 : Le Héron ; Le Chemin de traverse, souvenir du Pas-de-Calais ; Vue de la maison de campagne de M. Th….
- 1855 : Le Figuier maudit, paysage.
- 1857 : Aqua-Claudia, campagne de Rome, effet du soir ; Forêt de pins à Castel-Fusano ; Une Terrasse dans l'île de Capri ; Entrée de la Villa Ruffuiella à Frascati ; Les Bords de la Drôme près Balleroy (Normandie).
- 1859 : Vue des ruines de Pierrefonds, effet de clair de lune ; La Campagne de Rome ; Spaccio-di-Vino, à Tivoli (États romains) ; Cour du couvent des capucins à Tivoli.
- 1861 : Tentation du Christ ; Paysan romain jouant à la ruzzica ; Promenade habituelle de Sa Sainteté Pie IX à Torredi-Quinto dans la campagne de Rome.
- 1863 : Horace à Tibur.
- 1865 : Au Bord de la mer.
- 1866 : La Mort et le Bûcheron.
- 1867 : Un Marais ; Le Cabinet de M. G…, au château de la Tuyolle.
- 1869 : Le Moulin Godard, vallée de Chevreuse.
- 1870 : Jersey.

## Œuvres dans les collections publiques

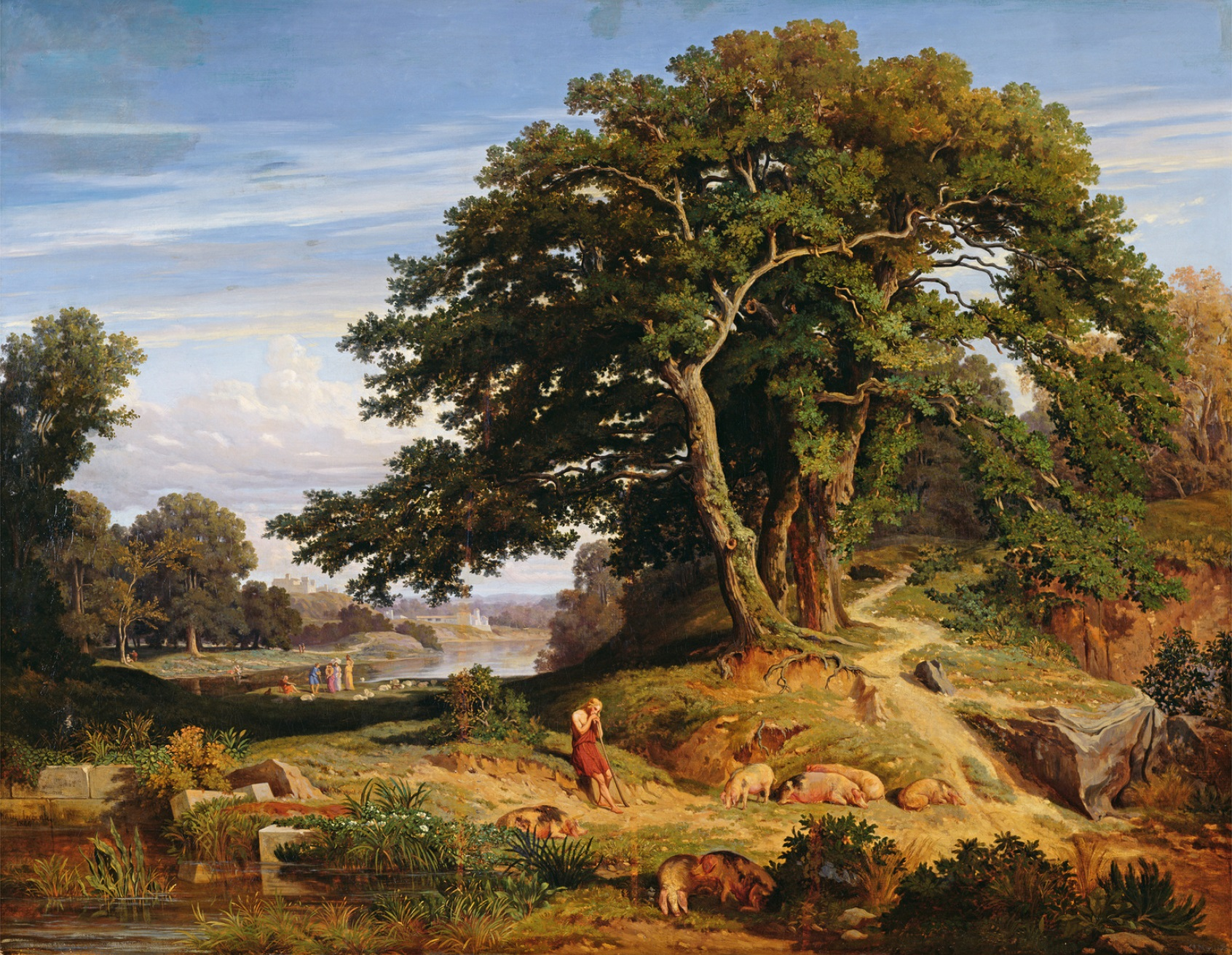
L'Enfant prodigue gardant les pourceaux, musée des Beaux-Arts de Dunkerque.

- Bernay, musée des Beaux-Arts : Le Figuier maudit, 1854, huile sur toile.
- Castres, musée Goya : Les Ruines de Tusculum, 1853, huile sur toile[4],[5].
- Dunkerque, musée des Beaux-Arts : L'Enfant prodigue gardant les pourceaux.
- Paris :
  - École nationale supérieure des beaux-arts : La Mort de Milon de Crotone, 1849, huile sur toile[6].
  - église Saint-Roch : deux Paysages historiques de la vie de sainte Geneviève.
  - hôtel de ville : Une vue de l'Île Saint-Denis (œuvre détruite dans l'incendie de 1871).
- Rouen, musée des Beaux-Arts : Aqua-Claudia, campagne de Rome, 1859, huile sur toile[7].